# Paculla wanlessi
Paculla wanlessi là một loài nhện trong họ Tetrablemmidae.
Loài này thuộc chi Paculla. Paculla wanlessi được Bourne miêu tả năm 1981.